# شرکت آلدوس
شرکت آلدوس در فوریه ۱۹۸۴، توسط «پُل برینِرد» تأسیس شد. این شرکت نام خود را از یک مخترع ونیزی قرن ۱۵ میلادی به نام «آلدویس آنتنیوس»، صاحب دفتر نشر Aldine Press، بر گرفته‌است. این شرکت با هدف ارائه و توسعه ابزار نرم‌افزاری مؤثر با قیمتی مناسب و استفاده راحت در میکروکامپیوترها برای فرایندهای حروفچینی، صفحه بندی، طراحی و اقدام‌های لازم برای سیستم‌های چاپ و نشر، شروع بکار کرد که نتیجه آن نرم‌افزاری به نام PageMaker بود. با این نرم‌افزار کاربران به راحتی می‌توانستند مستندات خود را تولید، ویرایش و چاپ الکترونیکی از محصولات خود را ایجاد نمایند و در کنار آن از مزایایی مانند کاهش زمان انجام کار و کاهش هزینه تولید نیز بهرمند گردند. این نشر جدید که توسط میکروکامپیوترها شکل می‌گرفت تحت عنوان نشر میزی شهرت یافت.

## پُل برینِرد (Paul Brainerd)
پیش از تأسیس شرکت آلدوس توسط " پل برینِرد "، وی به عنوان قائم مقام شرکتی که منحصراً برای نشر مجلات و روزنامه ایجاد شده بود، فعالیت می‌کرد و قبل از آن " پل برینِرد " سر ویراستار در روزنامه "مینیسوتا" (Minnesota Daily) و معاون مدیر عامل شرکت "منیاپلیس استار و تریبون" (Minneapolis Star and Tribune) بود.
برینرد با توجه به تجربه‌ای که در صنعت چاپ و نشر داشت، با ظهور کامپیوترهای شخصی به بازار و شناسایی قابلیت‌های آنها، به فکر تولید و توسعه نرم‌افزار جهت خدمات چاپ و نشر توسط کامپیوترهای شخصی افتاد و شرکت آلدوس را به وجود آورد.

## استراتژی شرکت آلدوس
با بررسی‌های به عمل آمده از متن ارائه شده و مطالب منتشر شده در سایت اینترنتی، این شرکت استراتژی‌ها مختلفی در برخورد با چالش‌های خود اتخاذ نموده‌است که در مجموع می‌توان این استراتژهای را به چهار بخش تقسیم نمود
1. استراتژی گسترش: در این استراتژی شرکت آلدوس سعی نموده‌است تا محصولی را ارائه دهد که بتواند محصول شرکت معتبر دیگری را تکمیل نماید. یا به عبارت دیگر محصولات خود را مکمل محصولات سایر شرکت‌ها می‌نماید. هدف از این عمل، استفاده از امکانات بازاریابی و شبکه توزیع این شرکت و استفاده برد-برد بین دو شرکت است بصورتی که یک شرکت تأمین‌کننده تجهیزات و سخت‌افزارها است و شرکت دیگر نرم‌افزار کاربردی برای این‌گونه تجهیزات و سخت‌افزارها را تأمین می‌کند.
2. استراتژی آموزش و تشویق شبکه توزیع و فروش: با توجه به اینکه شرکت آلدوس اولین تولیدکننده نرم‌افزار نشر میزی بوده‌است و کاربران و استفاده‌کنندگان از این نرم‌افزار برای اولین بار با چنین امکاناتی در این صنعت آشنا می‌شدند، لذا این شرکت برای ترغیب مشتریان برای استفاده از این ابزار، استراتژی آموزش و تشویق شبکه توزیع و فروش را اتخاذ نمود تا این فروشندگان و توزیع کنندگان بتوانند به‌طور صحیح اطلاعات لازم را ارائه دهند و مشتریان را برای خرید محصولات این شرکت ترغیب نمایند.
3. با توجه به این مدیر عامل شرکت «پل برینرد» با بزرگان صنعت چاپ و نشر آشنا بود، با ارتباط خود توانست توانایی و امکانات نشر میزی را به آن‌ها نشان دهد. صاحبان بزرگ صنعت چاپ و نشر هم با مشاهده ویژگی‌های آن، استفاده از این ابزارها را در صنعت چاپ و نشر رواج داد. این رویکرد مدیران صنعت چاپ و نشر از نشر میزی خود تبلیغ گسترده و کم هزینه‌ای برای محصولات نرم‌افزاری شرکت آلدوس بود.
4. رسوخ در بازار کسب و کار یکی دیگر از استراتژهای شرکت آلدوس بود. این شرکت سعی بر این داشت تا با شناسایی بخش‌ها مختلف بازار خود نیازمندی‌های آن‌های را شناسایی کند و در پاسخ به این نیازمندی‌های محصولات نرم‌افزاری متناسب را طراحی و تولید کند تا بتواند همواره به عنوان رهبر بازار، تسلط کامل بر روی بازار کسب و کار صنعت نشر میزی را داشته باشد.

## رویکرد شرکت اَپل
در دهه ۸۰ شرکت اَپل با ارائه کامپیوترهای بر پایه سیستم‌عامل جدید مکنتاش خود انقلاب جدید را ایجاد نمود. این سیستم‌عامل برای اولین بار توانست واسط کاربری گرافیکی کاربر پسندی ایجاد کند. در سیستم‌عامل مانند Unix یا MS-DOS کاربر می‌بایست دستور مورد نظر خود در بخش درگاه فرمان تایپ و اجرا کنند به همین دلیل کاربرانی می‌توانستند با این گونه سیستم‌عامل‌ها به خوبی کار کنند که با دستورها و عملکردهای آن آشنا باشند ولی در سیستم‌عامل مکنتاش، کاربران به تخصص زیاد احتیاج نداشتن و واسط گرافیکی آن به وسیلهٔ ابزار جدید ماوس دستورهای یک کاربر تازه‌کار را به راحتی و سرعت انجام می‌داند.
از ویژگی‌های دیگر این سیستم‌عامل قدرت گرافیکی آن در پردازنده‌ها ۱۶ بیتی کامپیوترها شرکت اَپل بود که آن را برای برنامه‌های گرافیکی کاملاً مناسب نموده بود.
در سال ۱۹۸۵ شرکت آلدوس مشغول کار بر روی نسخه PageMaker بود و به این منظور ۱۵ نفر را استخدام کرد. عملیات بازاریابی متشکل از یک فروشنده، مشاور بازاریابی نیمه وقت و «پل برینرد» بود. نسخه ابتدایی PageMaker برای اجرا شدن بر روی کامپیوترهای Apple Macintosh طراحی شده بود. در سال ۱۹۸۴ شرکت اپل در حدود ۲۰۰۰ فروشنده در کانادا و ایالات متحده داشت. برای گروه مدیریت شرکت آلدوس واضح بود که اگر PageMaker موفق شود، فروش یک بسته نرم‌افزاری می‌تواند منجر به فروش چندین هزار دلار سخت‌افزار (در کامپیوتر، پرینتر، و دیگر تجهیزات وابسته) می‌گردد. اگر Apple متقاعد می‌شد که ارزش بالقوه PageMaker همانند تولید و فروش سخت‌افزار است، دارای منابع مالی و سازمانی بود که می‌توانست کمک اعظمی به آلدوس کند. در عین حال که آلدوس شرکت اَپل را زیر نظر داشت، اَپل در حال دست و پنجه نرم کردن با بعضی از مشکلات مهم خودش بود. اَپل در حال تولید پرینتر لیزر و Laserwriter ا برای تکمیل کامپیوتر Macintosh بود. این پروژه در تقابل قابل توجه‌ای با اَپل قرار گرفت. سازمان هنوز از انتقال پر هزینه کامپیوتر Lisa هوشمند بود و برخی مدیران اَپل از عقلانی بودن بازاریابی پرینتر با قیمت ۷۰۰۰ دلار می‌پرسیدند که این قیمت دو برابر هزینه کامپیوتر بود. به علاوه، هیچگونه برنامه کاربردی که از ظرفیت‌ها استفاده کامل بکند وجود نداشت. هرچند Steve Jobs به پشتیبانی از پروژه پرینتر Laser ادامه داد و اَپل همچنان با سیستم‌های Adobe و زبان گرافیکی آن‌ها Post script کارمی‌کرد که نقطه مهمی در به کاربردن از ظرفیت پرینترهای لیزری به‌شمار می‌رفت.

## فرصت شرکت آلدوس در مسئله مهم شرکت اَپل
مؤسسان شرکت آلدوس با بررسی بر روی شرکت اَپل متوجه فرصتهایی مناسب در بازار برنامه‌های کاربردی در صنعت نشر میزی شدند.
در ژوئیه ۱۹۸۴، شرکت آلدوس یک نمونه اولیه PageMaker را برای مدیر پروژه اَپل جهت LaserWriter به نمایش گذاشت. قرار بر این شد که شرکت اَپل، Work-Station وLaser Printer و نیز شرکت Adobe زبان Postscripts وشرکت آلدوس برنامه کسب وکار را فرهم کند.
در طی سال بعد، «پل برینرد» هر۴ تا ۶ هفته به شرکت اَپل سر می‌زد. Bruce Blumbery، مدیر پروژه اَپل برای LaserWriter، به صورت غیررسمی، پل را به بیشتر کارمندان اَپل معرفی کرد و در گپ‌های خودمانی که بین کارمندان و پل صورت می‌گرفت او توانست درکی از نیازهای آن‌ها به‌دست‌آورد. آلدوس، نقش رهبر را در بهبود بازاریابی مناسب ایفا می‌کرد که برنامه‌های کاربردی ممکن نشر میزی را برای کاربران به نمایش می‌گذاشت. اَپل اغلب نقش رهبری را در تبلیغ و ترفیع این برنامه‌ها به کاربران با استعداد توسط ترکیب برنامه‌های نشر میزی در تبلیغات کسب و کار Media برای مکینتاش ایفا می‌کرد. اَپل و آلدوس در کنار هم طرح بازاریابی برای نفوذ PublishingMarket را برنامه‌ریزی کردند. در شرکت اَپل پروژه با افزایش تأکیدی که john sculley رئیس جدید کامپیوتر اَپل بر روی نفوذ کسب و کار بازار داشت فوریتی جدید پیدا کرد. تن‌ها برنامه Solution-oriented با جزئیات برنامه‌ریزی بازاریابی برای اجرا شدن نشر میزی بود.
برخی از پرسنل در اَپل دربارهٔ سایز قطعه شک داشتند اما هم Sculley و هم Jobs حس کردند که نشر میزی می‌تواند در تجارت موفق باشد و می‌تواند انقلابی در زمینه تجارت چاپ در سازمان‌ها با حذف نیاز برای داشتن حروف چینی اسناد “Pasted-up” و چاپ گرفتن از آن‌ها باشد. این برنامه متعهد می‌شد که مرکزیت انتشار الکترونیکی را بر روی میز بیاورد. همچنان که بازار نشر میزی طرفدار پیدا می‌کرد، این‌گونه به نظرمی رسید که درحقیقت بهترین “Trojan house” برای اَپل است. نشر میزی ورود اَپل را به تجارت فراهم کرد. همچنان که اَپل در سازمان‌ها مستقر می‌شد، افراد متوجه خاصیت کاربر پسند بودن واسط گرافیکی مکینتاش می‌شدند و همین موجب استفاده آن‌ها از مکینتاش دربرنامه‌های کاربردی جدید می‌شد. در برخی سازمان‌ها، استفاده از مکینتاش شروع به سرایت از یک بخش به بخش دیگر نمود.
پیوستگی استراتژی با اَپل موجب دستیابی آلدوس به ۲۰۰۰ فروشنده در شمال آمریکا شد. برای بهبود و گسترش بخشیدن این شبکه خرید و فروش به سازمان مؤثر بازار یابی برای نشر میزی، آلدوس و اَپل با هم وظایفی را که نیاز به اجرا شدن داشتند را تعیین و اولویت بندی نمودند و سپس هر یک از وظایف که اولویت بالاتری داشتند را به یکی ازدو شریک اختصاص دادند. یک خروجی از این فرایند مجموعه سمینارهای خیلی موقتی بود که موجب به‌دست آوردن نشر میزی “hands-on” برای پرسنل فروشنده بود. اَپل، سمینارها در شبکه فروش را ترفیع داد و سخت‌افزار و وسایل مورد نیاز را فراهم کرد. آلدوس نرم‌افزار و دو تیم از مردم را برای تنظیم کردن سمینارها در شمال آمریکا در نظر گرفت. هر کدام از تیم‌ها ۱۰ شهر را در مدت زمان ۲ هفته بازدید کردند. در نتیجه باکم کردن نفوذ منابع و امکانات شرکت اَپل، آلدوس توانست در مدت زمان کوتاهی به صورت مستقیم با واسط‌های اصلی و بازار ارتباط برقرار کند.

## شایستگی اصلی شرکت آلدوس
شایستگی‌های شرکت آلدوس را می‌تواند در تخصص آن‌ها و شناسایی بموقع فرصت‌ها در بازار نشر میزی دانست. این شرکت ماهیتا یک شرکت نرم‌افزاری بود که با سرمایه‌گذاری بر روی گسترش نشر میزی با استفاده از کامپیوترهای و چاپگرهای کارآمد و ایجاد استانداردهای ونگرش جدیدی در این صنعت ایجاد نمودند.
مؤسسان این شرکت خود از تجربه کاری در این صنعت برخوردار بودند و مشکلات این صنعت را می‌دانستند؛ لذا راه حل آن در نرم‌افزارهای کاربردی و سخت‌افزارهای که نرم‌افزار آن‌ها بتواند بر روی بستر آن اجرا شود، می‌دانستند.
همچنین از آنجایی که این شرکت نزدیکی زیاد به حوزه رسانه داشت، تأثیر تبلیغات و آموزش به فروشندگان و کابران را به خوبی درک می‌کرد و در نتیجه با استفاده از ارتباطات خود توانست از این شایستگی به بهتری نحو استفاده کند به‌طوری‌که پس از ارائه محصول مهم خود یعنی PageMaker کاربران که خود از سران رسانه‌ها بود شروع به تمجید از این محصول در رسانه‌های خود زدند که در نتیجه این خود بهترین تبلیغ رایگان برای محصول PageMaker شرکت آلدوس بود.

## صنعت نشر میزی
صنعتی نشر میزی سنتی، صنعتی بود که در آن برای چاپ مطالب و توزیع داخلی و خارجی، از حروفچینی یک سری حروف حک شده سربی در طی یک فرایند بسیار دشوار و زمان بر و پر هزینه که در کنار هم قرار می‌گرفتند گرفته تا طراحی و چسباندن آن‌ها در کنار یکدیگر که توسط واحدهای چاپ و نشر سازمان‌ها و شرکت‌های تجاری بزرگ با هزینه هنگفته صورت می‌گرفت.
با نگرش تاریخی چاپ و نشر تجاری با کیفیت بالا همواره در اختیار شرکت‌های بزرگ تجاری بود که دستگاه‌های بزرگ و نرم‌افزارهایی بر روی کامپیوترها بزرگی (Mainframe) کار می‌کردند، بود. این‌گونه دستگاه‌ها به کاربرانی با تجربه و متخصصی که آموزش‌های لازم را برای صفحه آرایی و چیدمان دارا باشند را داشت که هزینه‌های بین ۳۰۰۰۰ الی ۲۰۰۰۰۰ دلار را در بر می‌گرفت. پیرو مسئله فوق، این سیستم‌های به شرکت‌های بزرگ روزنامه، مجله پرفروش و شرکت‌های بزرگ تجاری فروخته می‌شد.
بهره‌گیری از کامپیوترهای شخصی و نرم‌افزارها آن‌ها در صنعت نشر میزی باعث کاهش شدید هزینه چه از نظر سخت‌افزار و نرم‌افزارها و چه از نظر کاربران آن می‌شد. به‌طور با استفاده از نرم‌افزار مانند PageMaker کاربران با یک آموزش ساده می‌توانستند به وسیلهٔ آن کلیه احتیاج خود برای چاپ توسط چاپگرهای لیزی را بر طرف کنند که در نهایت هزینه آن در سال ۱۹۸۸ بین ۸۰۰۰ الی ۱۲۰۰۰ می‌شد.
راه حل صنعت دیجیتالی نشر میزی باعث ارتقای بهبود کیفیت، صرفه جویی در زمان و هزینه چاپ می‌شد. به همین دلیل صنعت دیجیتالی نشر میزی خیلی زود رشد نمود و توانست بازار مناسب و بزرگی را در بین مشاغل کوچک کسب و کار، آژانس‌های دولتی، موسسات آموزشی، طراحان گرافیکی و مشاغل حرفه ای، ایجاد کند که نوعاً کاربرد آن‌ها در ارتباطات تجاری، روزنامه‌های، گزارش‌ها برای سهامداران، مجلات سازمانی، وسایل تبلیغاتی شامل تبلیغات، برشور و …، در وسایل فروش بازاریابی مانند کاتالوگها، لیست قیمت‌ها و راهنماها و سایر مستندات و ارائه‌ها گرافیکی، ایجاد نماید.

## بررسی منتخب تراز مالی شرکت آلدوس
شرکت آلدوس به عنوان یکی از رهبران صنعت نشر میزی نوین توانست بیشتر سهم بازار را در اختیار بگیرد که عملکرد تراز مالی این شرکت را می‌توان در شکل زیر مشاهده نمود.
تراز مالی این شرکت در بین سال‌های ۱۹۸۵ الی ۱۹۸۸ نشان دهنده رشد بسیار مناسب و چشمگیری است. به‌طوری‌که در سال ۱۹۸۶ درآمد شرکت دو برابر و در سال بعدی آن بیکباره بیش از ۱۵ برابر می‌شود.
این رشد زیاد نشان دهنده تقاضای بازار و گسترش بازار در نتیجه عملکرد موفق شد است که این عمل مدیران شرکت آلدوس را برآن داشت با کشف پتانسیل‌های زیاد این بازار، فعالیت خود را در جهت گسترش آن بیشتر نمایند.

## مشتریان و بخشهای بازار شرکت آلدوس
دیدگاه مدیریان شرکت آلدیوس به بازار نشر میزی آن را به چهار بخش اصلی بر پایه سیستم‌های عامل مورد استفاده در کامپیوتر (اَپل مکنتاش یا کامپیوترهای شخصی آی بی اِم یا سازگار با آن) و کاربر کسب و کار نشر میزی یا خالق حرفه‌ای گرافیک تقسیم می‌نمود. خالق حرفه‌ای گرافیک به هر شخصی که خدمات حروفچینی و گرافیکی مستندات برای انتشار ارائه نماید گفته می‌شود. این چهار بخش در جدول زیر مشخص شده‌است.
شرکت آلدوس برنامه کاربرد PageMaker را برای بخش اول بازار خود در سال ۱۹۸۵ ارائه نمود. این محصول برای کاربرانی مفید واقع می‌شد که می‌خواستند کارهای دستی مربوط به چاپ و نشر را کنار گذاشته و از کامپیوتر برای خدمات بهتر و سریعتر و کم هزینه تر استفاده کنند. در جایگاه بعدی، کسانی بودند که با استفاده از ابزارهای واقع در برنامه کاربردی PageMaker به خلق آثار گرافیکی می‌پرداختند. این‌گونه کاربران که با بیشتر از فناوری ای که مکینتاش در اختیارشان می‌گذاشت سود می‌جستند در بخش دوم بازار قرار داشتند که از سال ۱۹۸۶ توسعه پیدا کرد و رشد سریع و شتاب خود را با در دسترس قرار گرفتن چاپگرهای لیزری ادامه داد.
در بخش سوم که از سال ۱۹۸۷ و بعد از ارائه نگارشهایی محصول برای کامپیوترهای PC ارائه شد، به وجود آمد. این بخش از بازار با گسترش روزافزون کامپیوترهای PC از پتانسیل بالای برخوردار بود. آلدوس بر این باور بود که رقابت اصلی در این بخش در پردازشگران پیشرفته کلمات یا نرم‌افزارها نشر میزی است.
بخش چهارم نیز شامل محصول‌هایی برای کابران حرفه‌ای گرافیک که از کامپیوترهای شخصی IBM یا سازگار با آن کار می‌کردند، بود. نرم‌افزار FreeHand شرکت آلدوس نیز برای پاسخ به این بخش طراحی شد تا بتواند به نیاز این بخش از بازار را پاسخ دهد.

## خط تولید شرکت آلدوس
علاوه بر PageMaker، آلدوس محصولات نرم‌افزاری دیگری در خط تولید داشت هر چند هنوز بیش از ۸۰٪ فروش آلدوس، PageMaker بود. در ژوئیه ۱۹۸۷، آلدوس حقوق بازاریابی برای یک نرم‌افزار طراحی Post-Script شرکت مکینتاش را که در بازار به عنوان FreeHand بود، به‌دست‌آورد محصول FreeHand شرکت آلدوس به عنوان یک رقیب مستقیم با محصول Illustrator سیستم Adobe قرار گرفت. آلدوس سعی می‌کرد بازار FreeHand را در میان گروه‌های دیگر به وسیلهٔ قرار دادن پیشنهاداتش در مقابل macdraw2 که یک برنامه با قیمت بیشتر و پیچیده‌تر نسبت به Mac Draw اصلی بود، گسترش دهد.
شرکت در سال ۱۹۸۷ حقوق بازار و حقوق توسعه را برای برنامه “electronic photography” که مربوط به کامپیوترهای شخصی (PC) بود به‌دست‌آورد. Aldus Snapshot یک محصول نرم‌افزاری با مشکلات بیشتر بود که نیازهای سخت‌افزار ی را برای اجرای آن بر روی MS-Dos محدود می‌کرد. در فوریه ۱۹۸۸، آلدوس حقوق بازار و حقوق توسعه را برای محصول Desktop presentation به‌دست‌آورد که در اوت 1988 Desktop Persuasion معرفی شد و قرار بود در ۱۹۸۸ انتقال یابد. این مالکیت به دلایل مختلف برای آلدوس مهم بود:
اولاً آن‌ها باور داشتند که محصولات Desktop presentation بار دیگر در بازار ممتاز شود. ظرفیت “setting the standard” برای محصولات نسبت به Desktop presentation بیشتر شبیه PageMaker است که در محصولات Desktop presentation اجرا می‌شود.
دوماً بازار Desktop presentation باور دارد که بازار فرصتی برای نمایش به وسیلهٔ Desktop presentation را داد و عمدتاً وسیعتر از پتانسیل بازار برای FreeHand یا Snapshot بود.
سوماً بازار Desktop presentation همانند “business market” بود بنابراین بازار امیدوار بود که Aldus Persuasion بتواند به موقعیت شرکت آلدوس کمک کند.

## قیمت محصولات شرکت آلدوس
علاوه بر PageMaker، آلدوس محصولات نرم‌افزاری دیگری نیز در خط تولید داشت. هر چند هنوز بیش از ۸۰٪ فروش آلدوس، PageMaker بود. در ژوئیه ۱۹۸۷، آلدوس حقوق بازاریابی برای یک نرم‌افزار طراحی Post-Script شرکت مکینتاش را که در بازار به عنوان FreeHand ارائه شد را به‌دست‌آورد محصول Freehand شرکت آلدوس به عنوان یک رقیب مستقیم با محصول Illustrator شرکت آدُب سیستم Adobe System قرار گرفت. آلدوس سعی می‌کرد بازار FreeHand را در میان گروه‌های دیگر به وسیلهٔ قرار دادن پیشنهاداتش در مقابل MacDraw-2 که یک برنامه با قیمت بیشتر و پیچیده‌تر نسبت به MacDraw اصلی بود، گسترش دهد.
شرکت در سال ۱۹۸۷ حقوق بازار و حقوق توسعه را برای برنامه “electronic photography” که مربوط به کامپیوترهای شخصی (PC) بود به‌دست‌آورد. آلدوس Snapshot یک محصول نرم‌افزاری با مشکلات بیشتر بود که نیازهای سخت‌افزاری را برای اجرای آن بر روی MS-Dos محدود می‌کرد. در فوریه ۱۹۸۸، آلدوس حقوق بازار و حقوق توسعه را برای محصول Desktop presentation به‌دست‌آورد که در اوت ۱۹۸۸ نرم‌افزار Desktop Persuasion معرفی شد و قرار بود در ۱۹۸۸ انتقال یابد. این مالکیت به دلایل مختلف برای آلدوس مهم بود:
اولاً آن‌ها (مدیران ارشد شرکت آلدوس) باور داشتند که محصولات Desktop presentation بار دیگر در بازار ممتاز شود. ظرفیت “setting the standard” برای محصولات نسبت به Desktop presentation بیشتر شبیه PageMaker است که در محصولات Desktop presentation اجرا می‌شود.
دوماً بازار Desktop presentation باور داشت که بازار فرصتی برای نمایش به وسیلهٔ Desktop presentation را دارد که در واقع این بازار عمدتاً وسیعتر از پتانسیل بازار FreeHand یا Snapshot بود.
سوماً بازار Desktop presentation همانند “business market” بود بنابراین بازار امیدوار بود که آلدوس Persuasion بتواند به موقعیت شرکت آلدوس کمک کند.

## قیمت محصول
یکی از تصمیمات مهم بازار به وسیله آلدوس قیمت PageMaker برای مکینتاش بود. در سال ۱۹۸۴ گران‌ترین نرم‌افزارها EXCEL، برنامه Spread Sheet بود که قیمت ۳۹۵ دلاری داشت. بعد از برخی مناظرات مدیریت آلدوس تصمیم گرفت قیمت PageMaker را ۴۹۵ دلار قرار دهد.
وقتی که آلدوس نسخه 3.0 PageMaker را برای مکینتاش در ۱۹۸۷ معرفی کرد قیمت تا ۵۹۵ دلار بالا رفت.
نسخه PageMaker برای PC برای گسترش دادن پرهزینه بود. مدیریت آلدوس اعتقاد داشت که PageMaker باید برای فروش و سرویس در بازار گرانتر باشد. با برخی بیم و هراس آن‌ها قیمت این نسخه از PageMaker را به ۶۹۵ دلار رساندند.

## توزیع و فروش
آلدوس محصولات خود را در ابتدا در میان واسط‌ها و تولیدکنندگان تجهیزات اصلی توزیع کرد. شرکت کسانی را انتخاب می‌کرد که تعهد می‌دادند محصولات را پشتیبانی کنند.

## توزیع کنندگان جزئی فروش
فروش PageMaker در حالی آغاز شد که هنوز نشر میزی وجود نداشت. آلدوس آگاه بود که برخی مشتریان هنرهای گرافیکی نیازهایی دارند و این نیاز نقش مهمی برای پرورش فروشنده‌ها برای فروختن نشر میزی ایفا می‌کند. آلدوس فروشنده‌ها را از فواید و مزایای نشر میزی آگاه کرد و به آن‌ها برای گسترش محصولات کمک کرد.
آلدوس به سه نکته برای انتخاب فروشندگان PageMaker توجه می‌کرد:
1. فروشنده‌ها باید فروشگاه ارائه محصول داشته باشند
2. لازم است سخت‌افزار و نرم‌افزار بفروشند تا یک را ه حل کلی فراهم کنند
3. بر روی بازار متمرکز شوند.

```
فروشنده‌های شبکه‌ای در شمال آمریکا به بیش از ۱۲۰۰ نفر برای نسخه PageMaker برای شرکت Apple رسیدند. با معرفی نسخه PC، فروشنده‌های آلدوس افزایش یافتند.
```

در مارس ۱۹۸۷، آلدوس با مکینتاش یک توافق‌نامه امضا کرد تا به عنوان سومین توزیع‌کننده اصلی PageMaker باشد و PageMaker اولین نرم‌افزاری بود که Micromerica توزیع کرد. آلدوس به این دلیل Micromerica را انتخاب کرد که سخت‌افزار را توزیع می‌کرد.

## نفوذ فروش خانگی
در تابستان ۱۹۸۸، آلدوس ،۷ شرکت داشت که در آمریکا محصولات را می‌فروختند اما فروش مستقیم نداشتند. شرکت‌ها انرژی زیادی صرف می‌کردند تا شرکت‌های اصلی را به استانداردهای PageMaker ترغیب کنند. به‌علاوه فروش خوب مدیر فروش و همبستگی نمایندگان فروش در میان کشورها برای برانگیختن واسطها و فروش VAR گسترش دادند. تما هزینه‌های فروشنده‌های آلدوس در ایالات متحده که شامل حقوق، کمیسیون و هزینه‌های شرکت بود حدود ۰۰۰/۱۰۰ دلار در سال ۱۹۸۸ بود. شرکت‌های فروش به ۳ منطقه در ایالات متحده تقسیم شدند که مدیران منطقه خود را داشتند و گزارش خود را به مدیر فروش می‌رساندند.

## توزیع بین الملی شرکت آلدوس
آلدوس به محصولات جهانی خود در بازار متعهد بود. حتی قبل از ایمکه اولین محصول به ایالات متحده منتقل شود اولین توزیع‌کننده در اروپا قرارداد را امضا کرد. گسترش توزیع در بازارهای بین‌المللی نسبت به بازارها در ایالات متحده متفاوت بود. در اروپا، روش آلدوس برای تعیین رهبر توزیع کنندگان یکی از ۵ توزیع‌کننده اصلی در کشور بود.
در ۱۹۸۷، آلدوس یک بازار یابی، توزیع و پشتیبانی مخاطره‌آمیز در اسکاتلند را تأسیس کرد. ۵۰٪ از آلدوس U.K متعلق به آلدوس و ۵۰٪ دیگر آن متعلق به اشخاصی بود که License منحصربه‌فرد توزیع محصولات آلدوس را در U.K(انگلستان) و ایرلند دارند.
بعد از سال ۱۹۸۷، آلدوس ۵۰٪ را خرید و آلدوس Europeنام گرفت. آلدوس Europe برای تمام فعالیت‌های آلدوس در اروپا عملکردی متناسب فراهم کرد. ۲سال بعد توابع در انگلستان و سوئد و آلمان غربی راه اندازی شد. توابع برای به‌دست آوردن عملکرد بازار استقرار یافتند که توزیع کنندگان آلدوس آماده نشدند و آلدوس اجازه ساخت یک رابطه حقیقی وابسته با شرکت‌های IBM وApple را در شرکت‌های اصلی صادر کرد. در نیمه ۱۹۸۸ آلدوس، ۱۰ نسخه فرعی ازPageMaker و ۵مترجم FreeHand در ۴۰ کشور نزدیک را پشتیبانی می‌کند. در تاریخ ۱۹۸۸، حدود ۴۰٪ از فروش آلدوس از عوامل بین الملی تخمین زده شد.

## توزیع OME
شرکت آلدوس در توافق‌نامه توزیع OEM با Hewlett-package و DEC و WANG و Olivetti و IBM وارد شد. توافق‌نامه OEM حقوقی را برای توزیع محصولات شرکت با میکروکامپیوترهای OEM و در برخی موارد سخت‌افزار وابسته جانبی مثل پرینترها در نظر گرفت.
در اکتبر ۱۹۸۶، آلدوسبه یک توافق‌نامه وابسته به بازار با Hewlett-package و مایکروسافت وارد شد. سه شرکت با اتصال بازار و ترویج راه حل نشر میزی برای Hewlett-package vectra میکروکامپیوتر و خانواده پرینتر لیزری، محیط گرافیکی ویندوز، نرم‌افزار پردازش و نرم‌افزار Word مایکروسافت وPageMaker نسخه Pcا موافق بودند. سه شرکت برای ترویج این محصولات میان یک زمینه بازرگانی یک ساله، معامله برنامه‌های آموزشی، نمایش‌های داد و ستد، سمینارها و دیگر فعالیت‌ها برنامه‌ریزی کردند.

## بودجه کسب و کار
بودجه‌ای که برای بازاریابی کامل و بودجه فروش برای آلدوس در نظر گرفته شده بود حدود ۲۰٪ از فروش بود. در ۱۹۸۸، شرکت انتظار داشت تا حدود ۱٫۵ میلیون دلار برای تبلیغات صرف شود. محصول جدیدی تولید کرد که قیمت آن بالا رفت. مدیریت آلدوس اعتقاد داشت که هزینه شروع مهم در بازار مکینتاش حدود ۰۰۰/۷۵۰ دلار و در بازار PC حدود ۱٫۵–۲ میلیون دلار است که شامل آگهی، روابط عمومی، ابزار مناسب، ابزار نمایش (مثل دیسکت یا ویدئوها) و برنامه‌های بازاریابی جانبی است.

## سرویس دهی و پشتیبانی فنی
آلدوس تکنیک پشتیبانی، سرویس و آموزش را برای بازار در میان کانال‌های دیگر فراهم کرد که شامل استفاده از ۸۰۰ مرکز تلفن برای پشتیبانی بود. این پیشنهاد، پشتیبانی تکنیکی را به اشخاص و شرکت‌ها در میان برنامه‌های مختلف هدایت کردند

## رقابت
بازار نشر میزی به شدت رقابت پذیر بود و تحت تأثیر تغییرات سریع بود و انتظار می‌رفت در آینده ادامه یابد. شرکت این باور را داشت که فاکتورهای رقابت پذیر اصلی در بازار نشر میزی شامل مشخصه‌های محصولات و عملکرد آنها، عملکرد ساده نرم‌افزار، قابلیت اعتماد به محصول، قیمت، مشخصه‌های اجرایی تشخیص brand، در دسترس بودن و کیفیت پشتیبانی و خدمات آموزشی است. آلدوس در صنعت نرم‌افزار نشر میزی با فروشندگان نرم‌افزار مستقل و شرکت‌های بزرگ رقابت کرد. تعدادی از رقبای اصلی آلدوس، منابع مالی، بازاریابی و تکنولوژیکی بیشتری نسبت به آلدوس داشتند. در طول تاریخ رقابت بر سر قیمت فاکتور میان تولیدکنندگان نرم‌افزار نشر میزی نبوده‌است. به هر حال، تأمین کنندگان پردازش کلمه، پایگاه داده و نرم‌افزارها کاهش قیمت قابل توجهی را با استفاده از site license (که اجازه کپی برنامه و اسناد را می‌دهد) تجربه کرده‌اند. نسخه مکینتاش از PageMaker با نرم‌افزار فروشندگان مستقل زیادی رقابت کرد. PageMaker در نتیجه ارتباط نزدیک آلدوس با Apple توانست به رقبای جدید خود فائق آید. Macpublisher مربوط به Boston software و یک محصول به نام Scoop که توسط Targent به فروش رسید. تا اواسط سال 1988 Ready-Set-Go از Letraset که یک شرکت معروف در زمینه بازار گرافیکی بود تهدید رقابتی بزرگی در سال ۱۹۸۸ با قیمت ۷۹۵ دلاری Quark xpress بود و رقیب بزرگ بازار شده بود. Quark یک سیستم توزیع مشابه آلدوس داشت که به شدت روی فروشندگان و VARها وابسته بود، اما شبکه آن به گستردگی شبکه آلدوس نبود. Quark Xpress سطح بالاتری از مهارت چاپی را نسبت به PageMaker داشت. طراحی نرم‌افزار ماژولارتر از طراحی PageMaker بود و برای VARها این امکان وجود داشت که نرم‌افزار را برای رفع نیازهای خاص بازار بهبود بخشید.

## طرح پیشنهادی
در تابستان ۱۹۸۸، Richard Strong و دیگران بر این باور بودند که شاهد روش‌های مشکل‌زا هستند. زمانی‌که PageMaker به یک محصول پیچیده‌تر تبدیل شد که نیازهای کاربر نهایی را بر طرف می‌کرد، در بخش‌هایی از تجارت که پیچیدگی کمتری داشتند، جذابیت خود را از دست داد. متأسفانه، کانال‌های توزیع و پخش اصلی و واسطه گران‌فروش پیچیدگی را برای پشتیبانی از کاربر کاهش دادند؛ بنابراین، Richard Strong بر این باور بود که آلدوس در خطر استفاده نادرست از تمامی بخش‌های بازار بود. این وضعیت در اروپا توسط موقعیت ضعیف تر مکینتاش که فروش آلدوس در اروپا را که به نسخه MS-DOS از PagMaker و دیگر محصولات وابسته تر ساخته بود، تشدید شد.